# Iiu Susiraja
Iiu Susiraja (Turku, 15 septembre 1975) est une photographe finlandaise, artiste plasticienne.